# Daniel Johnson (cestista)
Daniel Geoffrey Craig Johnson (Carnarvon, 3 aprile 1988) è un cestista australiano.